# Phobaeticus chani
Phobaeticus chani är en insektsart inom familjen vandrande pinnar. Den beskrevs av Bragg 2008. Phobaeticus chani ingår i släktet Phobaeticus. Inga underarter finns listade i Catalogue of Life.
Arten förekommer på Borneo och är den längsta av alla insekter. Den kan bli 37,5 centimeter lång, och ett funnet exemplar var drygt 50 cm lång med fullt utsträckta ben.